# Little Criminals (Film)
Little Criminals ist ein kanadischer Film aus dem Jahr 1995. Die Kamera wurde meistens in der Hand gehalten, während die Kameraführung hauptsächlich auf Augenhöhe gehalten ist, dies soll für ein realistisches Gefühl sorgen.

## Handlung
Der elfjährige Des und seine Freunde gehen illegalen Aktivitäten nach wie Vandalismus, Diebstahl, Brände legen, Menschen schikanieren und Drogen nehmen. Als Des Cory trifft, werden sie zu guten Freunden und begehen gemeinsam Verbrechen. Sie haben das Gefühl, dass nichts und niemand sie aufhalten kann. Doch dann erfährt Des, bei einem Gespräch zwischen der Polizei und seiner Mutter, das er zufällig belauscht, wer sein Vater ist: einer von vielen Erziehern des Heimes, in dem die Mutter als junges Mädchen untergebracht war. Des endet in einem Erziehungsheim, wo er die Psychologin Rita kennenlernt. Mit der Zeit erzielt Rita mit ihrer Behandlung Erfolge bei Des. Nachdem sie Des mitgeteilt hat, dass sie für ihn eine Pflegefamilie sucht, flieht dieser, als sein Freund Cory ihn kurz darauf besucht.
Beide wollen aus der Stadt und sie planen Chet, einen Hehler, dem sie ihr Diebesgut verkaufen, auszurauben. Während des Raubes tötet Des versehentlich Chet und bedroht Cory. Am Ende hat Cory Angst vor Des und will nichts mehr mit ihm zu tun haben. Des, immer noch auf der Flucht, geht zu seinem Haus und setzt dieses in Brand, er geht in sein Zimmer und versteckt sich in seinem Schrank. Hier malt er kurz an seinem Bild weiter und schläft dann im brennenden Haus ein.

## Trivia
- Die Rolle des Des ist Brendan Fletchers Debüt-Rolle.
- Myles Ferguson (Cory) starb bei einem Autounfall am 29. September 2000.
- Der Film wurde nie von der FSK geprüft bzw. freigegeben.

## Auszeichnungen

### Siege
- Gemini Awards: Best Picture Editing (Alison Grace)
- Gemini Awards: Best Writing (Dennis Foon)
- Genf Cinema Tout Ecran: Stephen Surjik
- Leo Awards: Best Actor (Brendan Fletcher)
- Leo Awards: Best Editing (Alison Grace)
- Leo Awards: Best Production Design (Lawrence Collett)
- Leo Awards: Best Screenwriter (Dennis Foon)
- Writers Guild of Canada Award: Dennis Foon

### Nominierungen
- Gemini Awards: Best Direction (Stephen Surjik)
- Gemini Awards: Best Performance (Brendan Fletcher)
- Gemini Awards: Best Performance (Nebenrolle) (Mimi Kuzyk)
- Gemini Awards: Best Performance (Nebenrolle) (Sabrina Grdevich)
- Gemini Awards: Best Photographie (Stephen Reizes)
- Gemini Awards: Best Production (Lawrence Collett)
- Gemini Awards: Best Sounds (Hans Fousek, Paul A. Sharpe, Bill Moore, Jacqueline Cristianini, Dean Giammarco, Anke Bakker)
- Gemini Awards: Best TV-Movie (Phil Savath)
- Leo Awards: Best Director (Stephen Surjik)
- Leo Awards: Best Picture (Phil Savath)